# Dekanat Opatówek
Dekanat Opatówek – jeden z 33 dekanatów w rzymskokatolickiej diecezji kaliskiej.

## Parafie
W skład dekanatu wchodzi 8 parafii:
- parafia Narodzenia Najświętszej Maryi Panny – Chełmce
- parafia św. Bartłomieja Apostoła – Godziesze Wielkie
- parafia św. Katarzyny – Iwanowice
- parafia Najświętszego Serca Pana Jezusa – Opatówek
- parafia św. Michała Archanioła – Rajsko
- parafia św. Mikołaja – Staw
- parafia bł. Bogumiła – Szczytniki
- parafia św. Jakuba Apostoła – Tłokinia Kościelna

## Sąsiednie dekanaty
Błaszki, Kalisz II, Koźminek, Ołobok, Warta (diec. włocławska)